# Меда (міфологія)
Меда (давньогрецьке: Μήδα) або Міда (Μέδη або Μήδη) — ім'я у грецькій міфології, що може презентувати:
- Меда — дружина царя Ідоменея. Поки її чоловік воював під Троєю, у неї був роман із Левком (подібно до Клітемнестри та Егіалеї, вона зрадила своєму чоловікові за підказкою Навплія). Проте Левк зрештою вбив Меду та її доньку Клісіфіру і захопив владу над царством Ідоменея[1].
- Меда — дочка Філаса і мати Антіоха від Геракла[2].
- Меда — інше ім'я Іфтіми, дочки Ікарія зі Спарти та Астеродії, дочки Евріпіла. Вона була сестрою Пенелопи, Амасіха, Фалерея, Тоона, Феремелія, Перілая[3]. Міду також називали Гіпсіпіла, Лаодамія[3] і Лаодіка[4].